# Liber

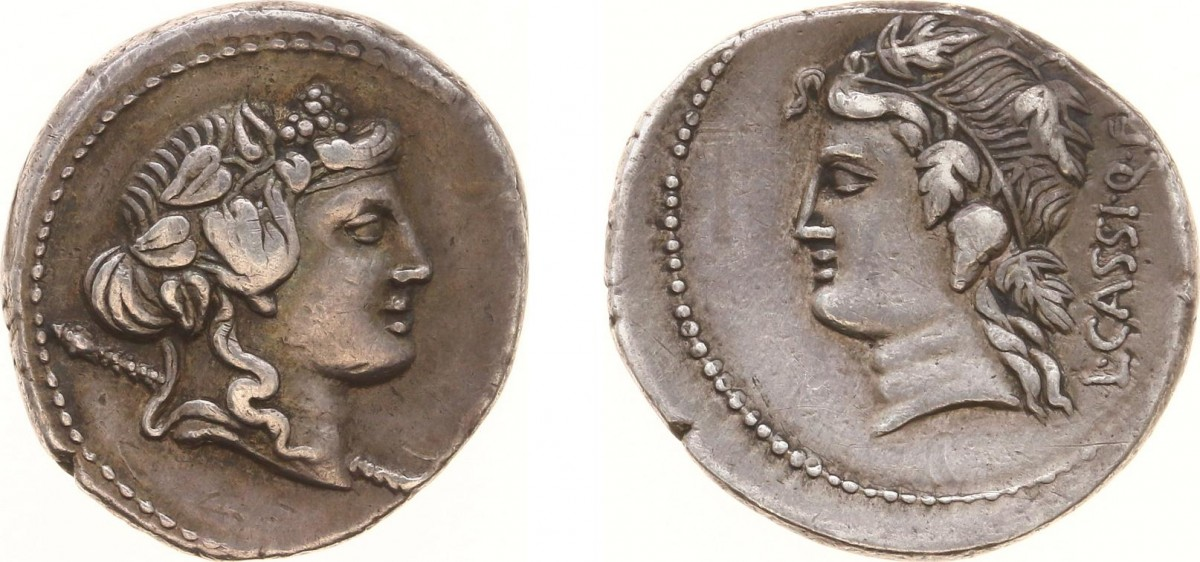
Denarius mit Liber und Libera

Liber (häufig auch Liber pater) ist der römische Gott der vegetativen und der animalischen Befruchtung, er wurde auch als Gott des von Sorgen und Mühen befreienden Weines verehrt.
Bacchus, heute als römischer Weingott bekannt, war ursprünglich wohl nur ein Beiname von Liber pater.
Er wurde in der Antike mit dem griechischen Dionysos gleichgesetzt. 
Liber ist Sohn der Ceres und Bruder der Libera, gemeinsam mit diesen bildet er eine Götterdreiheit (Aventinische Trias). Zu Ehren Libers feierten die Römer am 17. März die Liberalia, zu diesem Anlass wurde den Jünglingen erstmals die toga virilis (Männertoga) als Zeichen der Volljährigkeit angelegt.